# Luma (papillon)
Pour les articles homonymes, voir Luma.
Genre
Synonymes
- Loxocorys Meyrick, 1894[1]
- Pelena Moore, 1886[1]
- Pelina Hampson, 1897[1]
- Petena Neave, 1940[1]

Luma est un genre de lépidoptères (papillons) de la famille des Crambidae.

## Liste d'espèces
Selon Catalogue of Life (13 octobre 2020) :
- Luma albifascialis
- Luma anticalis
- Luma flavalis
- Luma flavimarginalis
- Luma holoxantha
- Luma longidentalis
- Luma macropsalis
- Luma monomma
- Luma obscuralis
- Luma ornatalis
- Luma sericea
- Luma trilinealis
- Luma trimaculata
- Luma unicolor